# Huta Stalowa Wola
Huta Stalowa Wola – polskie przedsiębiorstwo przemysłu maszynowego i zbrojeniowego powstałe w ramach Centralnego Okręgu Przemysłowego na północny zachód od miasta Nisko, w okolicach wsi Pławo – obecnie Stalowa Wola.

## Historia

### Lata 30. i 40. XX w.
19 stycznia 1937 w kancelarii notariusza Karola Hottingera w Warszawie, Huta Pokój-Śląskie Zakłady Górniczo-Hutnicze Sp. A kc. i Towarzystwo Starachowickich Zakładów Górniczych Sp. Akc. zawarły umowę o założeniu spółki o nazwie „Zakłady Południowe - Spółka z ograniczoną odpowiedzialnością w Nisku”. 30 stycznia 1937 roku Spółka podpisała umowę ze Skarbem Państwa – Ministerstwem Spraw Wojskowych na budowę Zakładów Południowych, złożonych z huty stali szlachetnych i zakładu mechanicznego, położonych w Pławie w Centralnym Okręgu Przemysłowym.

#### Organizacja Zakładów Południowych w okresie budowy[5].
Zarządowi Spółki podlegała Dyrekcja Naczelna. Nad działalnością Spółki nadzór sprawowały dwa organy: Rada Nadzorcza i Nadzór Wojskowy. Trzema głównymi organami działania Naczelnej Dyrekcji były: Biuro Projektowe, Kierownictwo Budowy i Dyrekcja Finansowo-Handlowa. 
Naczelne władze Spółki miały następującą obsadę: 
Zarząd: Prezes – inż. Marceli Siedlanowski (dyr. nacz. z Huty Baildon), Członkowie – inż. Karol Szaniawski (dyr. z państwowych Wytwórni Uzbrojenia), inż. Michał Łukaszewicz (dyr. z Towarzystwa Zakładów Starachowickich). 
Dyrekcja Naczelna: Naczelny Dyrektor – inż. Marceli Siedlanowski, 
- Dyrektor Huty – inż. Feliks Olszak (z Huty Baildon)
- Dyrektor Zakładów Mechanicznych – inż. Karol Szaniawski,
- Dyrektor Finansowo-Handlowy – inż. Michał Łukaszewicz.

Rada Nadzorcza: Prezes – inż. Czesław Klarner (prezes Towarzystwa Zakładów Starachowickich S. A.), 
- Z-ca Prezesa – inż. Stanisław Sursycki ( prezes Huty Pokój S.A.),
- Członkowie – płk inż. S. Witkowski ( z MSWojsk), inż. Dąbrowski (dyr. w Towarzystwie Zakładów Starachowickich),
- Nadzór Wojskowy: Przewodniczący – wiceminister w MSWojsk. A. Litwinowicz[5].

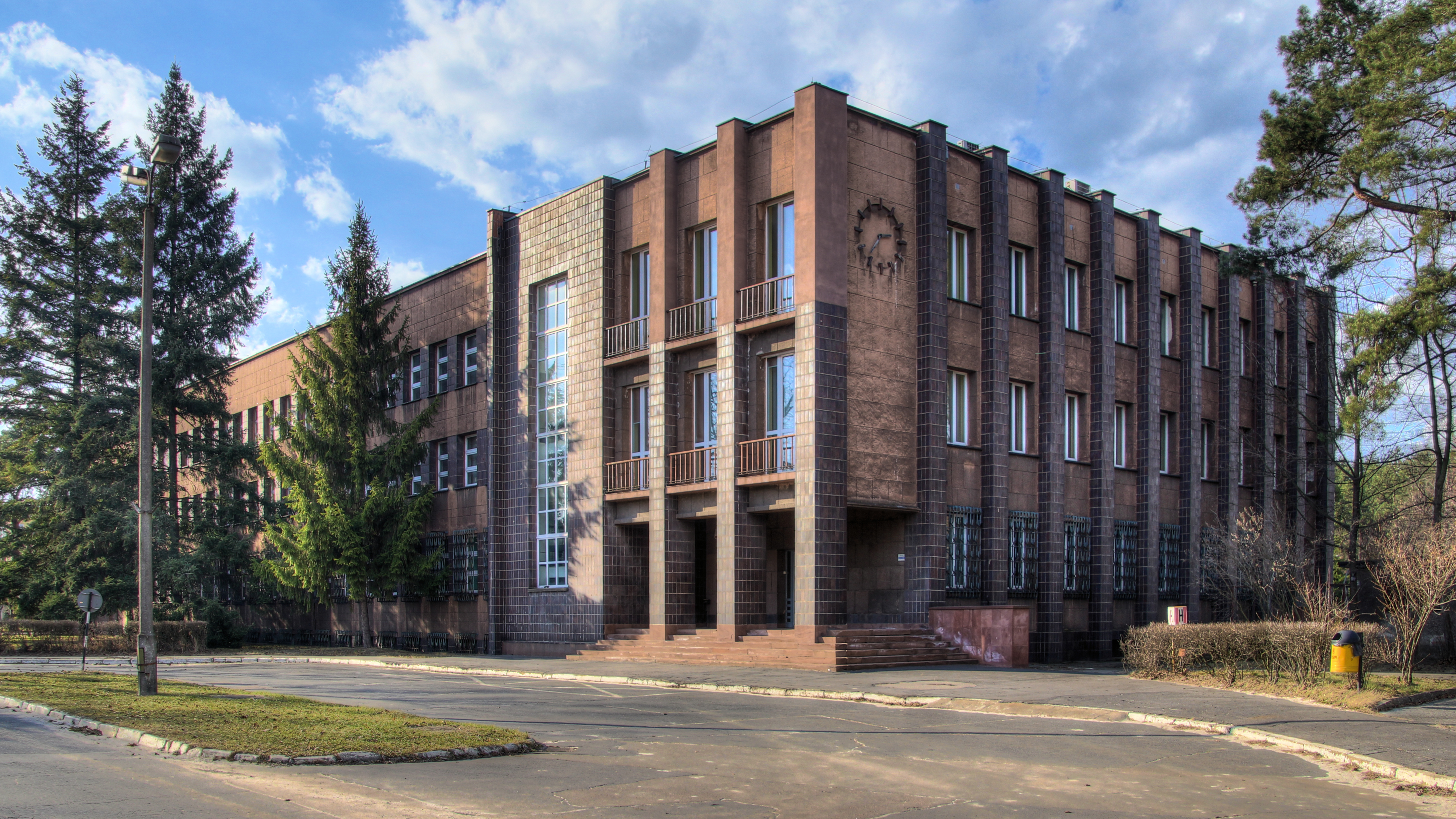
Dyrekcja Naczelna byłych Zakładów Południowych

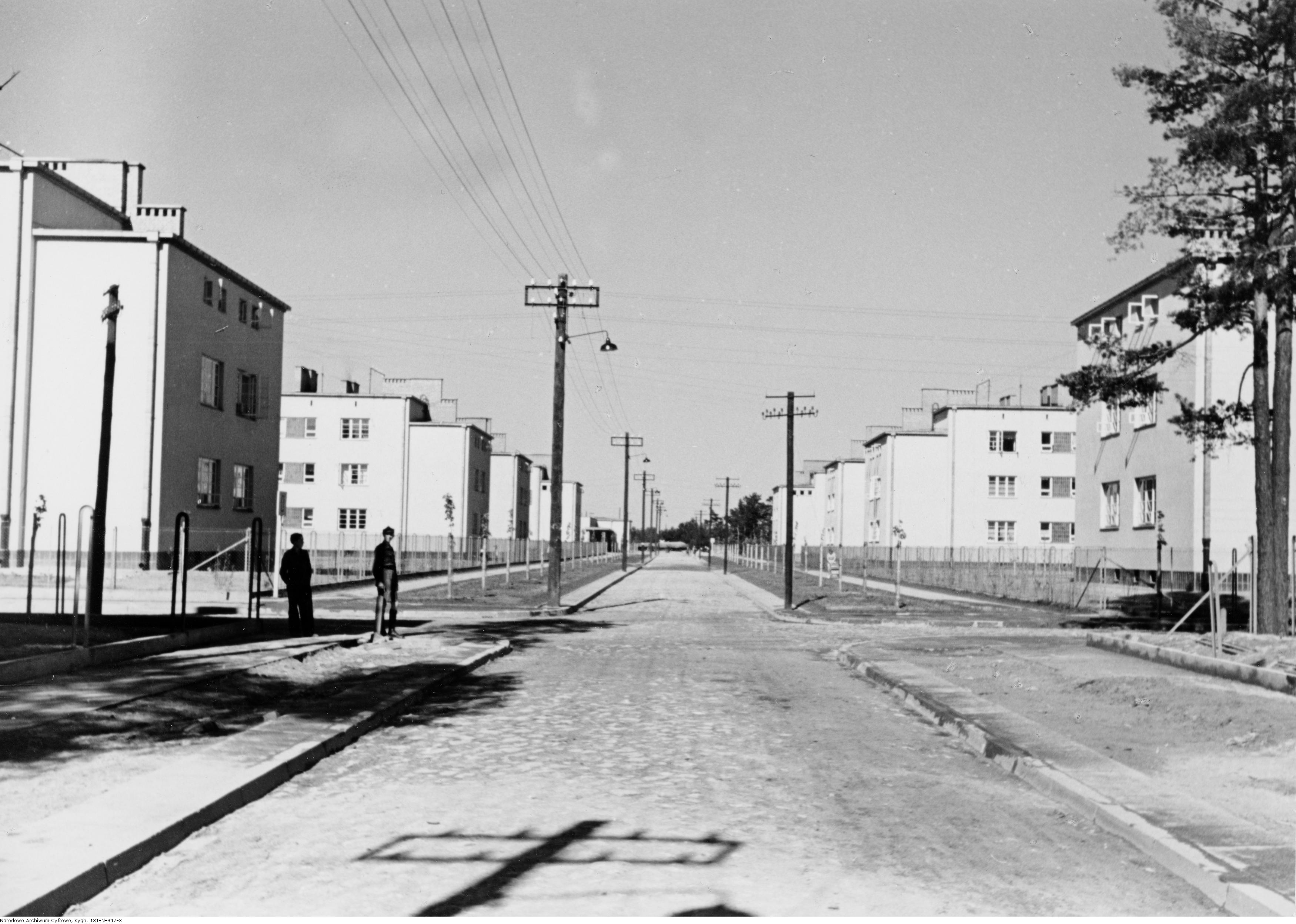
Osiedle pracownicze. 1938

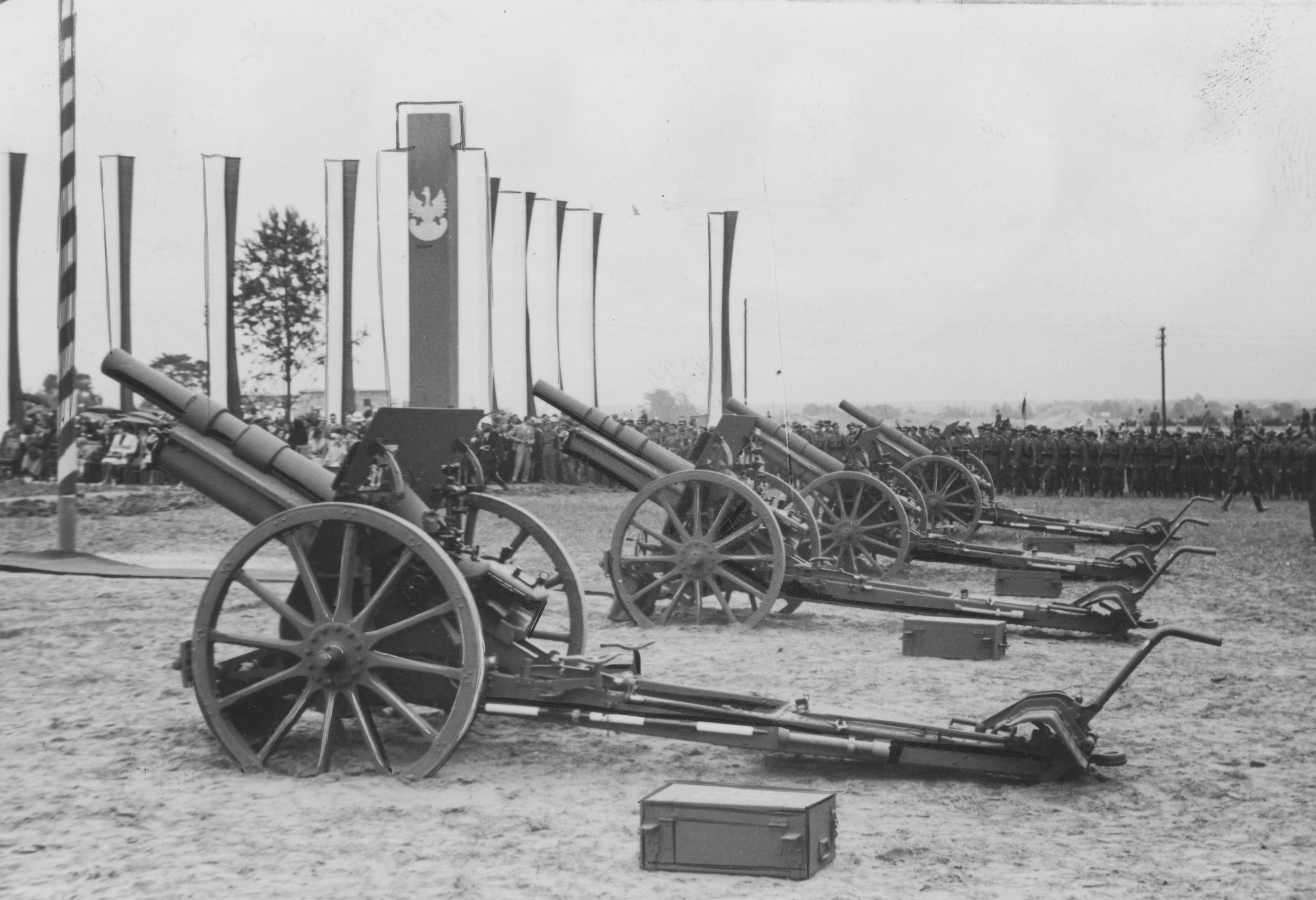
Przekazanie wojsku haubic wz. 1914/19 kal. 100 mm, wykonanych bezpłatnie jako dar Zakładów Południowych w Stalowej Woli

Budowę zakładów, których głównym przeznaczeniem miała być produkcja artyleryjska, rozpoczęto od podstaw, na terenie wykarczowanej puszczy w marcu 1937 roku, w ramach Centralnego Okręgu Przemysłowego, pod nazwą Zakłady Południowe. Uroczystego otwarcia dokonał Prezydent RP prof. inż. Ignacy Mościcki w czerwcu 1939 roku. Zakład produkował wtedy stal szlachetną, sprzęt zbrojeniowy oraz rolniczy. Poczyniono także starania w celu uzyskania szwedzkiej licencji na produkcję nowoczesnych turbin parowych. Umowa ze stroną szwedzką została podpisana, jednakże Szwedzi ociągali się z przekazaniem dokumentacji do wybuchu II wojny światowej, przez co idea produkcji turbin w HSW została zaniechana. W ekspresowym tempie powstawała elektrownia oraz osiedle pracownicze Stalowa Wola. Inwestycje nie zostały całkowicie zakończone przed wybuchem drugiej wojny światowej. 
Projektantem udanych funkcjonalnie i architektonicznie dużych budynków m.in. Naczelnej Dyrekcji, Dyrekcji Huty i Zakładu Doświadczalnego, Dyrekcji Zakładu Mechanicznego i Portierni (bramy) był inż. Jan Bitny-Szlachta. 
Podczas okupacji niemieckiej zakłady w 1939 roku zostały przejęte przez Niemcy i włączone do koncernu Reichswerke Hermann Göring jako Werk Stalowa Wola. W czerwcu 1940 roku zakłady zostały przemianowane na ''Stahlwerke Braunschweig Werk Stalowa Wola''. Produkowano tam m.in. działa przeciwlotnicze 88 mm, elementy bomb lotniczych, pociski artyleryjskie, szybkostrzelne działka przeciwlotnicze 37 mm oraz peryskopy do łodzi podwodnych. Pod koniec wojny prowadzono przeróbki zdobytych radzieckich dział.
Kiedy w lipcu 1944 roku region został opanowany przez Armię Czerwoną, HSW była największym zakładem przemysłu ciężkiego w zdobytej części Polski. Zakłady i ich wyposażenie zostały jednak w dużym stopniu zniszczone lub ewakuowane przez odchodzących okupantów. Mimo zniszczeń wykonano do końca wojny ponad 15 tys. części zamiennych do radzieckich pojazdów wojskowych i wykonano naprawy wielu dział i wozów pancernych
Po II wojnie światowej 20 marca 1948 roku Zakłady Południowe zostały przemianowane na przedsiębiorstwo państwowe ''Huta Stalowa Wola''.

### Lata 60. i 70. XX w.
W maju 1961 roku po utworzeniu Zjednoczenia Przemysłu Ciągników i Maszyn Rolniczych i podporządkowaniu HSW Zjednoczeniu miała ona być w pierwszej kolejności producentem urządzeń hutniczych i górniczych oraz maszyn ciężkich. W 1967 zaproponowano Hucie podjęcie produkcji ciężkich maszyn budowlanych, 25 sierpnia 1967 roku zakład został podporządkowany Zjednoczeniu Maszyn Budowlanych Bumar, dając początek nowej specjalizacji HSW
Dwa miesiąc później dyrektor HSW Zdzisław Malicki powiedział.
''Opracowany program przewiduje wykonanie w HSW 5 zasadniczych grup maszyn. Będą to więc maszyny do robót ziemnych, do budowy dróg, dźwigi samojezdne, ciągniki gąsienicowe oraz zespoły hydrauliczne i skrzynie biegów''
W tym też czasie odbywała się produkcja zbrojeniowa, poszerzając stopniowo asortyment. Produkowano głównie armaty i haubice na licencji radzieckiej, kalibru do 122 mm, dla Wojska Polskiego i na eksport. Jednym z głównych produktów stała się armata czołgowa 100 mm D-10T czołgów rodziny T-54/T-55. Oprócz dział, produkowano też wyrzutnie rakietowe kalibru 140 mm WP-8z i morskie WM-18.
W latach 60 i 70 XX wieku HSW opracowała i wdrożyła własne konstrukcje maszyn budowlanych.
- Hydrauliczna ładowarka kołowa Ł-3 (1969)[9]
- Hydrauliczna ładowarka kołowa Ł-31 (1971)[9]
- Kołowa ładowarka przegubowa Ł-3P „Mrówka” (1973)[9]
- Kołowa spycharka M-3 (1972-73)[9]
- Zgarniarko-równiarka ZgSH-201[7]
- Kołowa wywrotka NW-10 Mamut-200 (1972-75)[9]
- Równiarko- spycharka (1970)

W 1972 został utworzony Kombinat Przemysłowy Huta Stalowa Wola, w skład którego weszły też filie w Janowie Lubelskim, Leżajsku, Strzyżowie i Zaklikowie oraz fabryk w Suchedniowie i FM Radomsko. Przedsiębiorstwo zatrudniało ponad 20 tys. pracowników Na początku lat 70 XX wieku dzięki współpracy kooperacyjnej z przedsiębiorstwami brytyjskimi, amerykańskimi i niemieckimi uzyskano licencje na nowe w Polsce rodzaje maszyn budowlanych w tym; dokumentację konstrukcyjną spycharek gąsienicowych International Harvester, betoniarek na podwoziu samochodowym Stteter, dźwigów Jones, Coles- Cranes i mostów napędowych Clark Equipment Co.
W grudniu 1974 sztandar Huty Stalowa Wola został odznaczony Orderem Sztandaru Pracy I klasy.

### Lata 80. XX w.
Pod koniec lat 70. i na początku lat 80. Huta Stalowa Wola, oprócz produkcji maszyn budowlanych i sprzętu artyleryjskiego, stała się znaczącym producentem opancerzonych pojazdów bojowych, a także stali jakościowych dla potrzeb prawie całego krajowego przemysłu obronnego. Wdrożono do produkcji m.in. transporter gąsienicowy MT-LB i haubicę samobieżną 2S1 Goździk, na licencji radzieckiej.
W lipcu 1984 Kombinat Przemysłowy „Huta Stalowa Wola” został wyróżniony wpisem do „Księgi zasłużonych dla województwa tarnobrzeskiego”.

### Lata 90. XX w.
Po przemianach ustrojowych przystąpiono do restrukturyzacji i komercjalizacji przedsiębiorstwa. 15 lipca 1991 roku przedsiębiorstwo państwowe Huta Stalowa Wola Kombinat Przemysłowy stało się jednoosobową spółką akcyjną Huta Stalowa Wola SA (HSW SA), w której całość akcji posiadał Skarb Państwa. Pod względem organizacyjnym zakład przeorganizowano w grupę kapitałową złożoną ze spółki dominującej i spółek zależnych.
Zakład Hutniczy i walcownia blach Huty Stalowa Wola zostały sprywatyzowane i w 2006 roku utworzyły odrębną spółkę, należącą do grupy Złomrex, HSW-Huta Stali Jakościowych SA (obecnie pod firmą Cognor SA Oddział HSJ w Stalowej Woli).

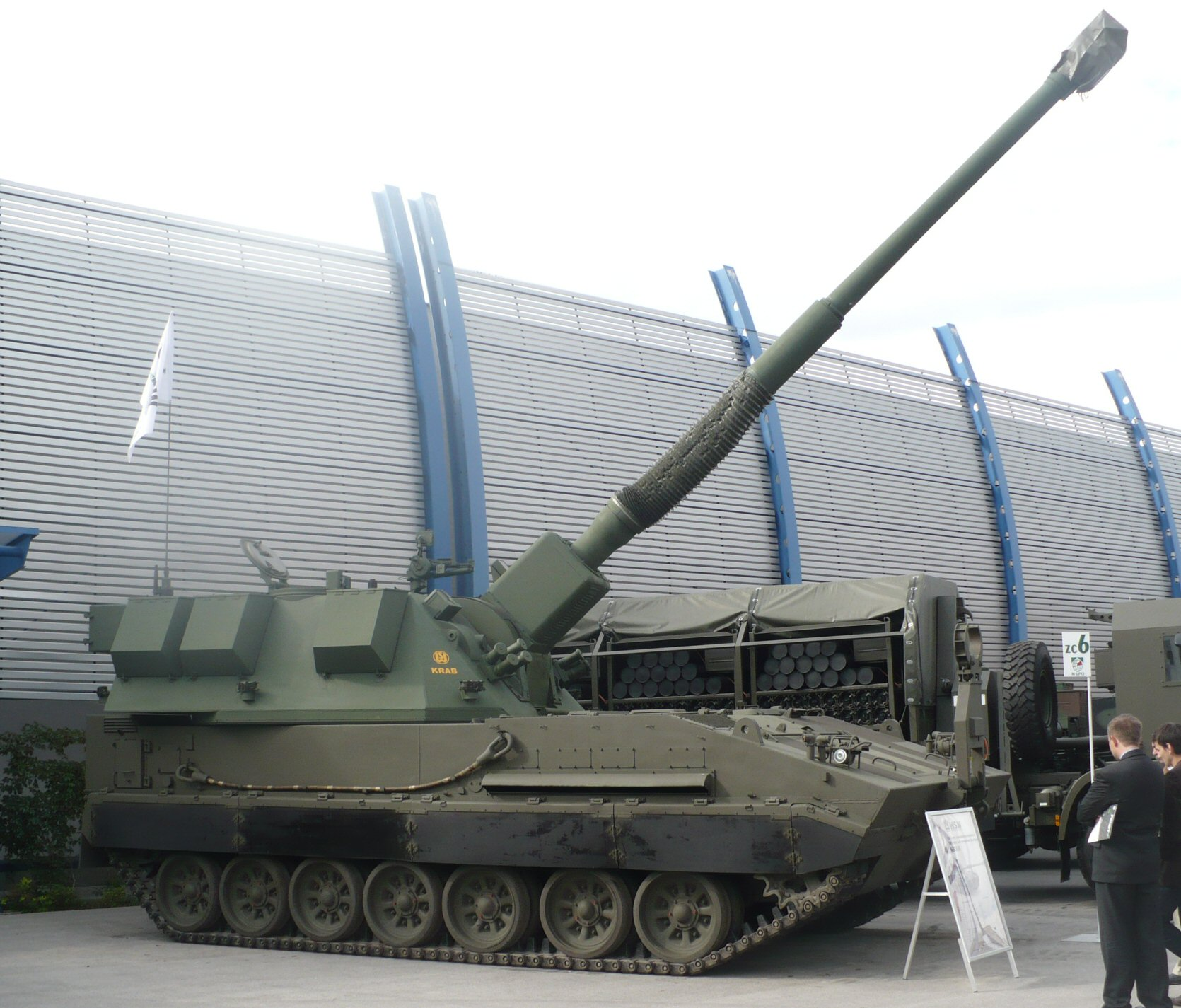
155 mm Haubica Krab

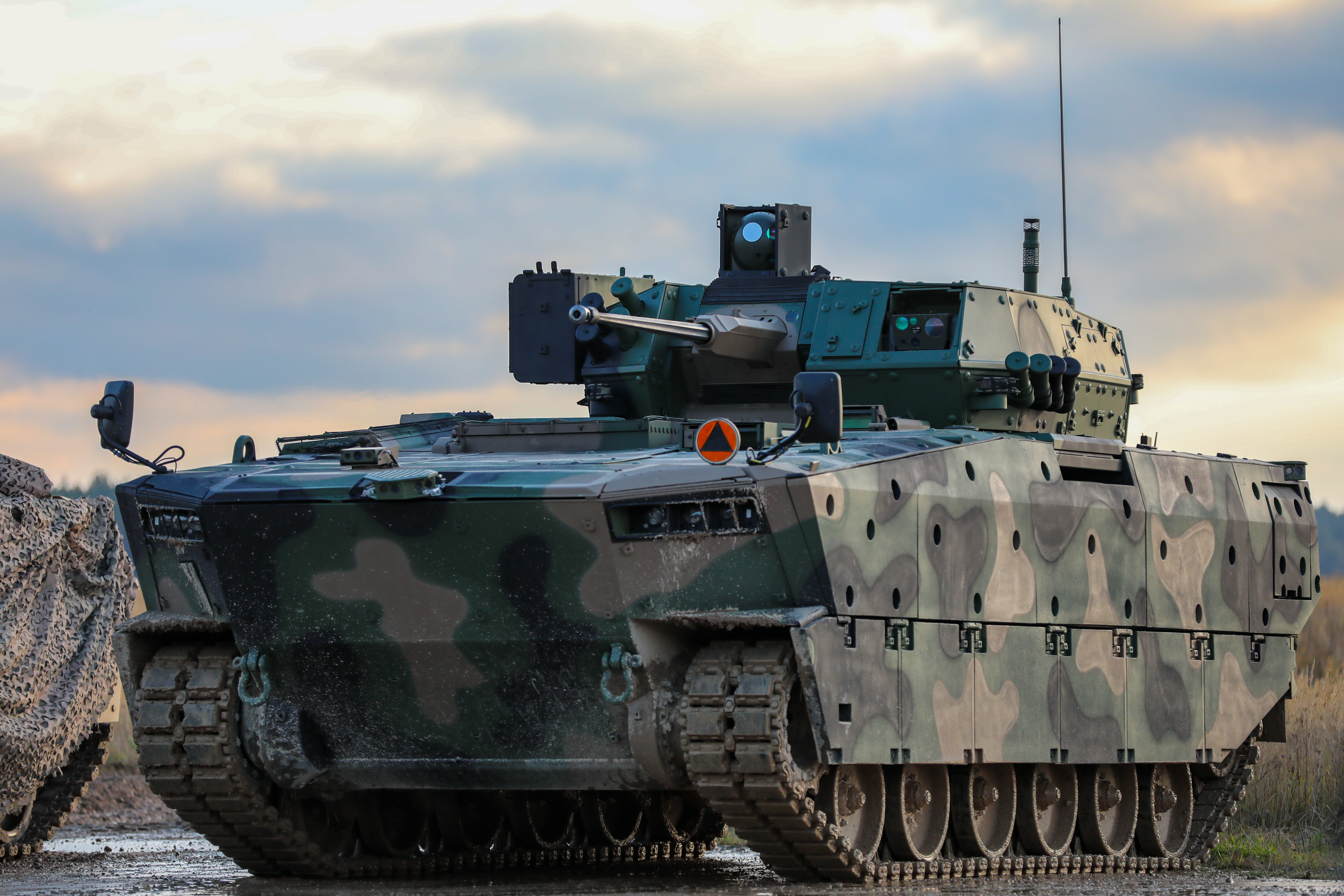
BWP Borsuk

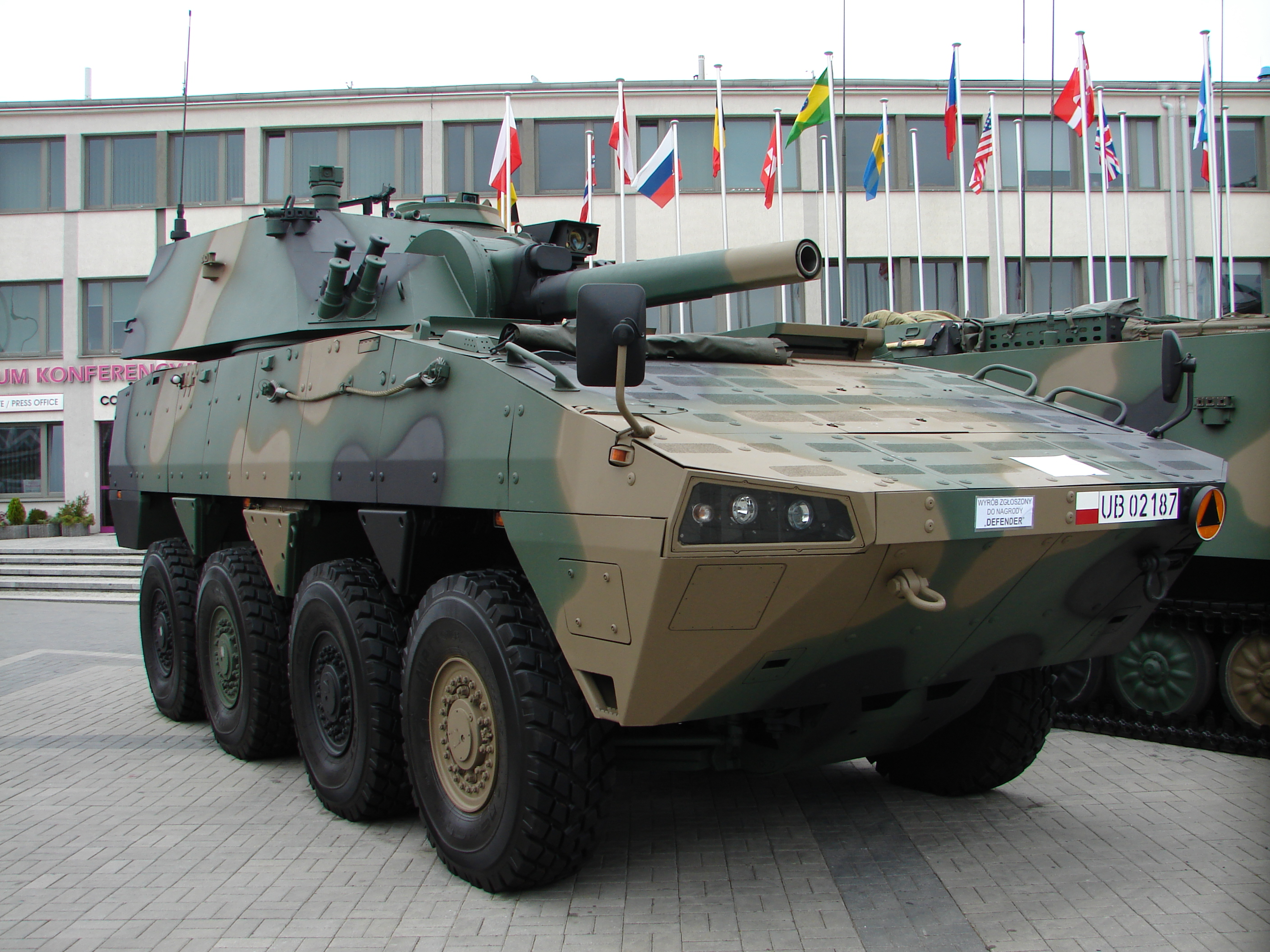
120 mm moździerz RAK na podwoziu Rosomak

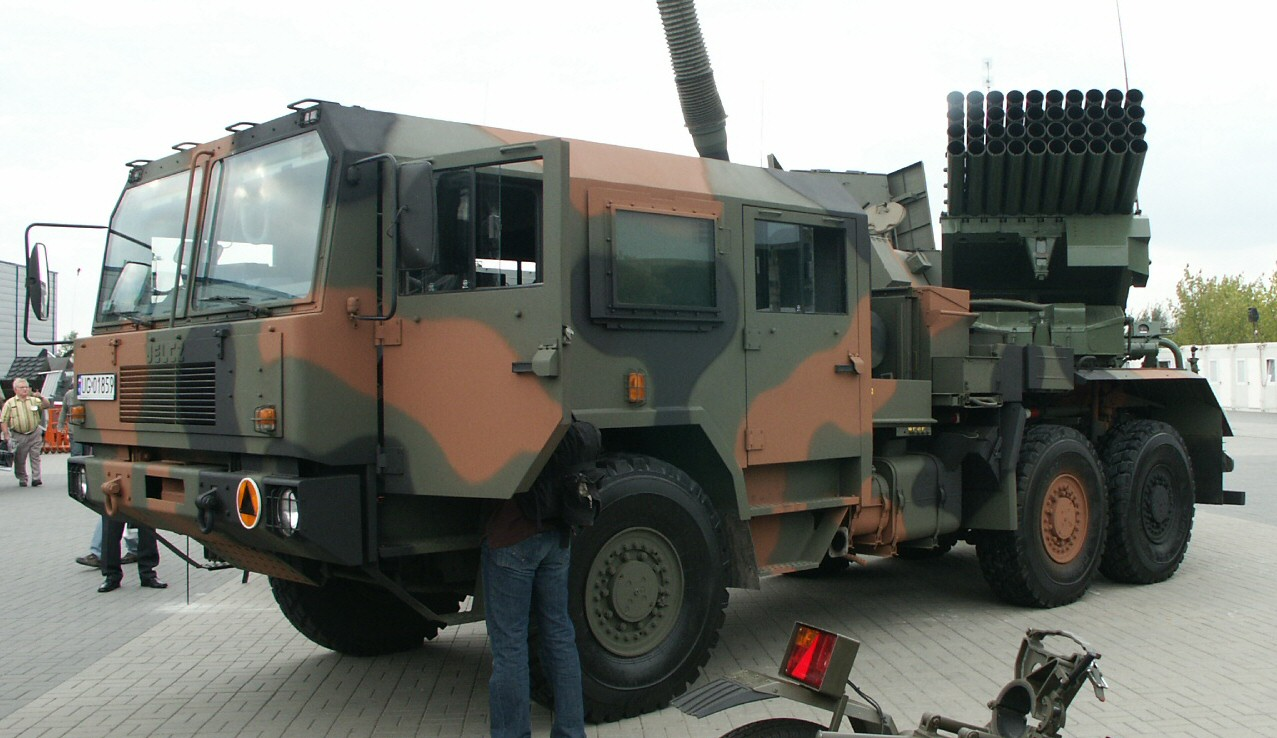
WR40 Langusta produkcji HSW

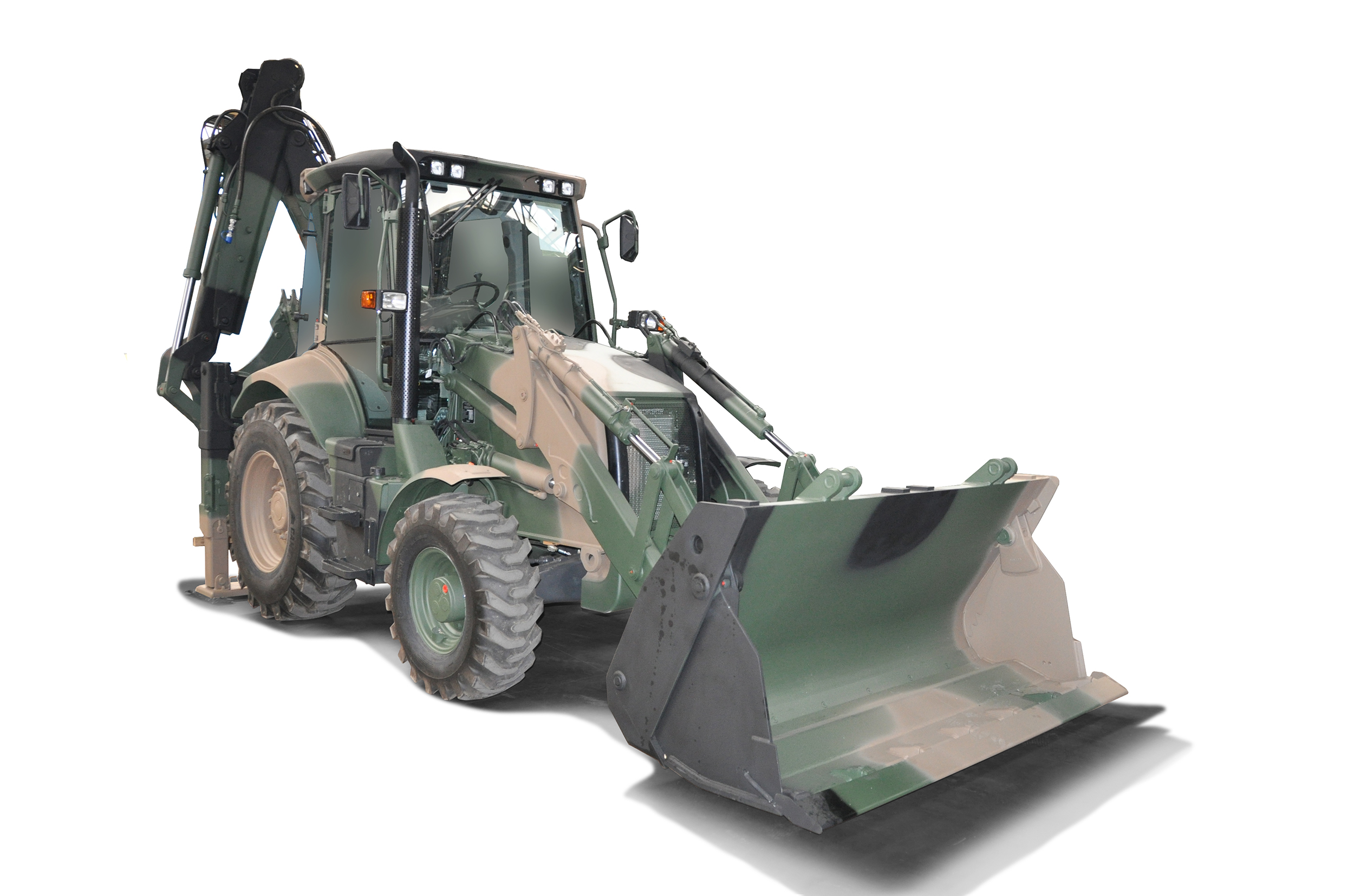
UMI 9.50

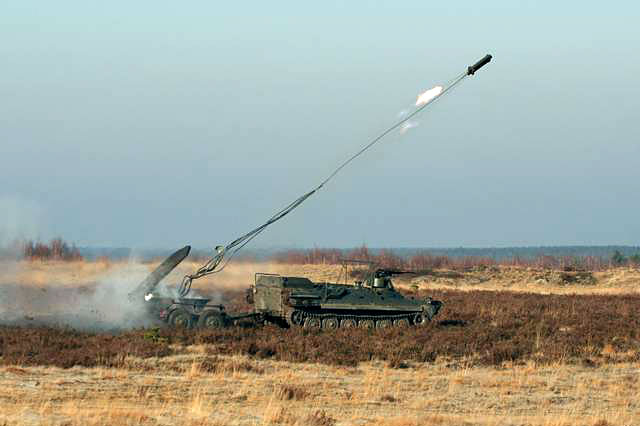
TRI Durian

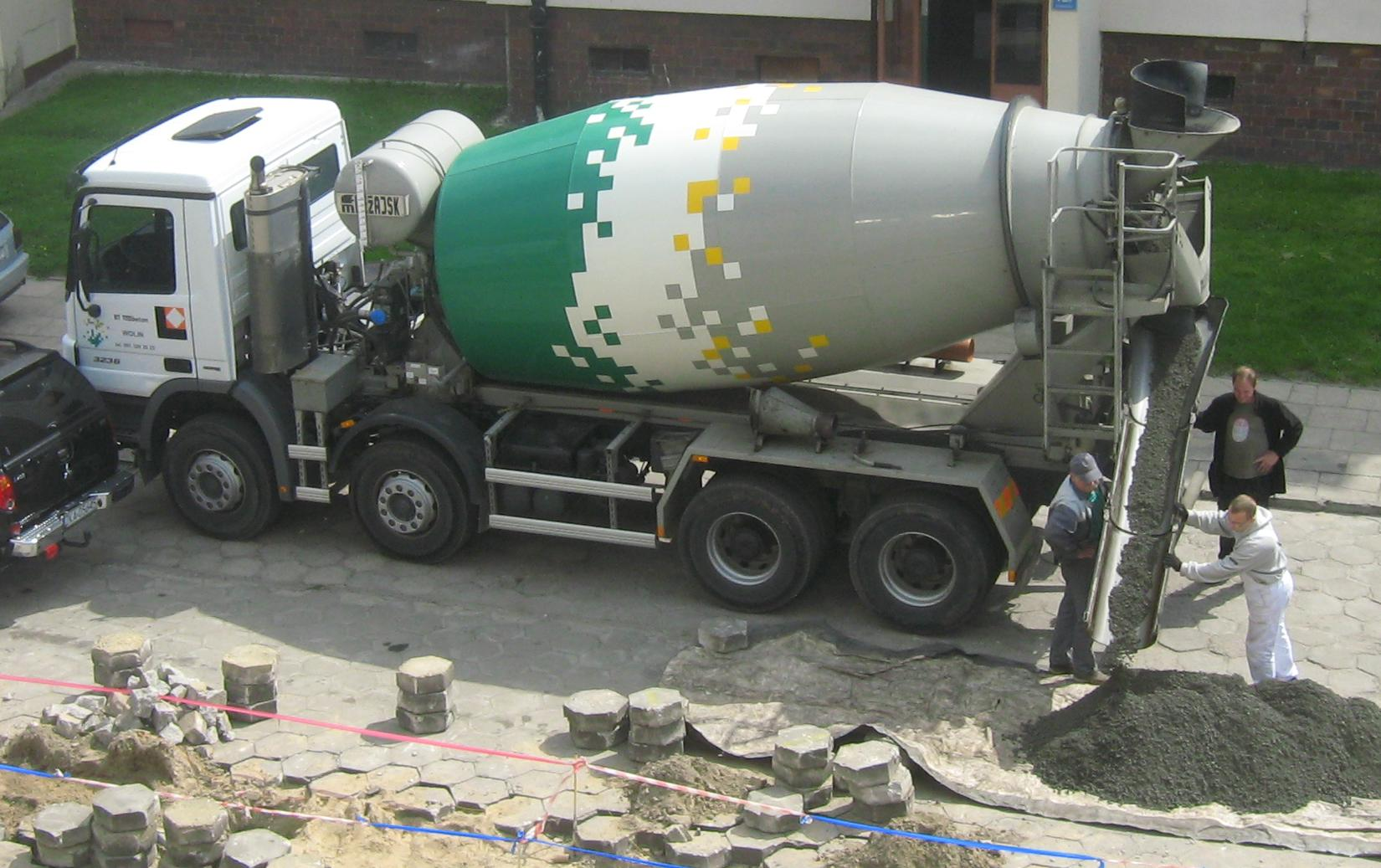
Betoniarka Stteter

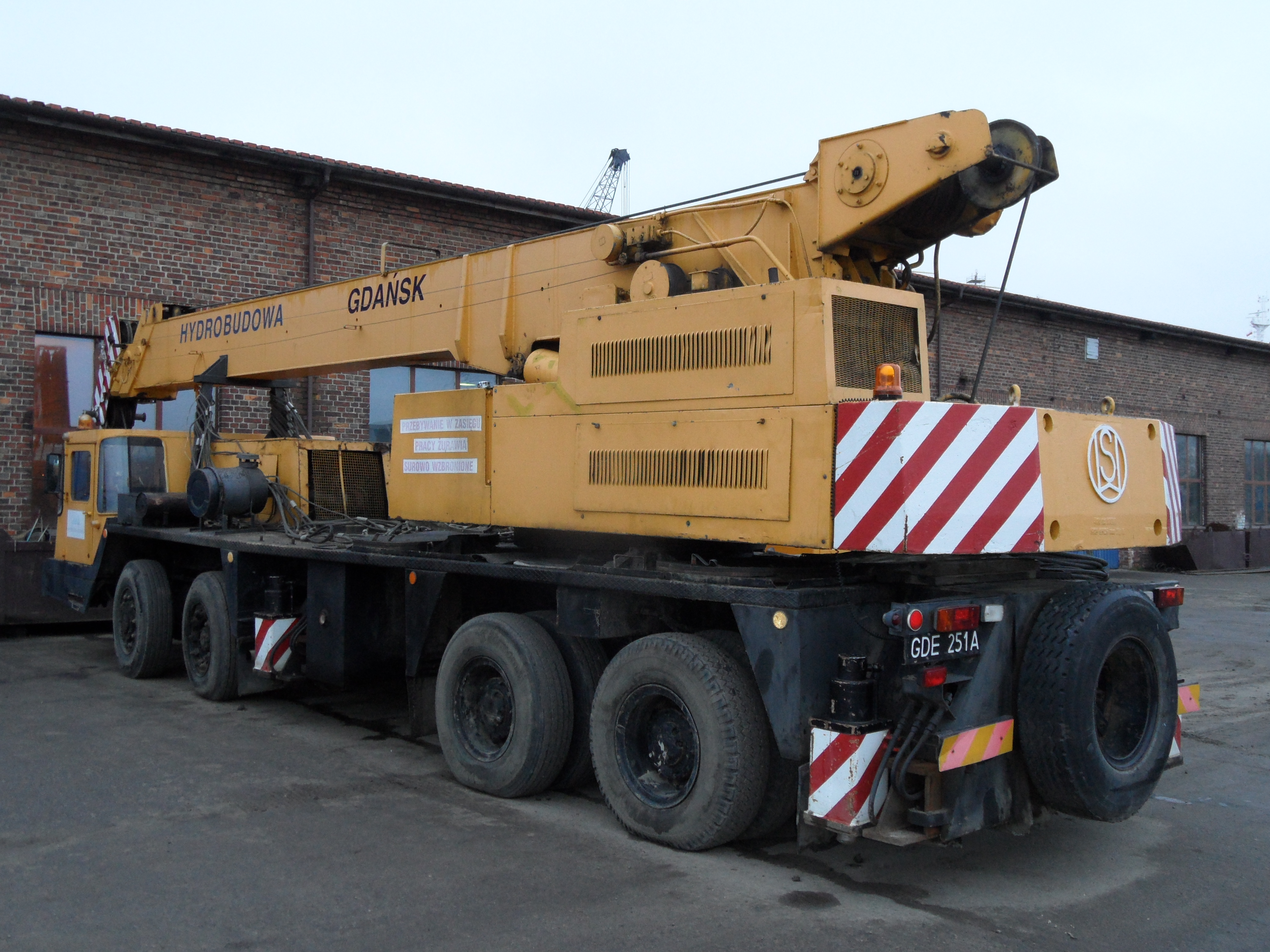
Hydros T351, dźwigi samojezdne marki Hydros produkowane były do lat 90 XX wieku w Hucie Stalowa Wola.

### XXI wiek
W wyniku restrukturyzacji HSW SA stała się największym polskim producentem maszyn budowlanych. Wieloletnie doświadczenie w produkcji sprzętu wojskowego uczyniło także z HSW SA wiodącego producenta dla krajowego przemysłu obronnego. Produkcja i sprzedaż maszyn budowlanych została przekazana w 2004 r. do nowo powstałej spółki HSW – Trading Sp. z o.o. Produkowane maszyny sprzedawane były pod marką HSW. Z dniem 1 kwietnia 2007 HSW-Trading Sp. z o.o. został włączony w struktury Huty Stalowa Wola SA.
W 2008 roku, w wyniku kontraktu z MON, rozpoczęto rozwijanie produktów wojskowych, takich jak samobieżna armatohaubica Krab, transporter minowania narzutowego Kroton oraz najnowszego wyrobu Centrum Produkcji Wojskowej (część HSW): wyrzutni rakiet Langusta.
Zdecydowano następnie pozostawić w HSW jedynie produkcję zbrojeniową i 1 lutego 2012 roku część produkująca maszyny cywilne HSW została sprzedana chińskiemu koncernowi Guangxi LiuGong Machinery Co. Ltd. Dzięki temu, spółka w okresie 2012-2016 przeprowadziła inwestycje w zakresie zwiększenia możliwości produkcji zbrojeniowej i unowocześnienia zakładu.
2 kwietnia 2012 Huta Stalowa Wola kupiła 100% udziałów w fabryce samochodów ciężarowych i specjalizowanych podwozi dla wojska Jelcz-Komponenty.
W styczniu 2014 roku właściciel – Skarb Państwa zdecydował o wniesieniu akcji Huty Stalowa Wola SA do powstałej krótko przed tym spółki akcyjnej Polska Grupa Zbrojeniowa w Radomiu, mającej być największym polskim producentem broni.
W tym samym roku w HSW SA zakończono prace projektowe związane z budową działa samobieżnego 155 mm na podstawie kołowej Kryl, wraz z systemem kierowania ogniem.
W 2016 roku ukończono budowę lufowni dla potrzeb m.in. programu haubicoarmaty Krab, co umożliwiło produkcję luf kalibru do 155 mm i długości do 11 m, przez co HSW dołączyła do nielicznych producentów w Europie Zachodniej posiadających takie możliwości. W 2021 roku HSW otrzymała licencję na produkcję luf armat czołgowych 120 mm Rh120 L/44 czołgu Leopard 2, z chromowanym przewodem lufy.
1 grudnia 2021 roku z HSW połączono spółkę  Wojskowe Zakłady Inżynieryjne w Dęblinie, włączając ją jako oddział w skład HSW.
Dnia 1 grudnia 2022 r. miała miejsce finalizacja procesu nabycia przez Hutę Stalowa Wola S.A. całości przedsiębiorstwa od Autosan sp. z o.o. z Sanoka. Od tego momentu zakład ten stał się częścią HSW i kontynuuje swoją działalność jako Huta Stalowa Wola S.A. Oddział Autosan. Uruchomiono tam montaż pojazdu Jelcz 442.32, którego pierwsze egzemplarze opuściły sanocką fabrykę na przełomie 2024 i 2025 roku.
Z dniem 10 października 2023 Huta Stalowa Wola odkupiła ponownie majątek, bez produkcji maszyn, od chińskiego koncernu Guangxi LiuGong Machinery Co. Ltd. Przejęty od LiuGong HSW – Zakład Zespołów Napędowych, to obecnie specjalnie utworzony nowy oddział pod nazwą: Huta Stalowa Wola S.A. Oddział I w Stalowej Woli, który znacząco zwiększy zdolności produkcyjne HSW S.A.
22 sierpnia 2024 roku otrzymała certyfikat uprawniający do serwisowania wyrzutni M903 Patriot.  Zgodnie z umową licencyjną, ma prawo do serwisowania wyrzutni dla polskiego Ministerstwa Obrony Narodowej, oraz Agencji Wsparcia i Zamówień NATO (NSPA), a także do produkcji części zamiennych.

## Produkcja historyczna
Produktem końcowym Huty Stalowa Wola SA były maszyny budowlane do prac ziemnych i drogowych (produkcja przejęta w 2012 przez Guangxi Liu Gong Machinery Co. Ltd. w Stalowej Woli. 
- Koparka mechaniczna KM-602A (1967)[9]
- Hydrauliczna ładowarka kołowa Ł-3 (1969)[9]
- Hydrauliczna ładowarka kołowa Ł-31 (1971)[9]
- Żuraw samochodowy Hydros 30T (1971)[9]
- Betonomieszarka Stteter (1971)
- Kołowa ładowarka przegubowa Ł-3P „Mrówka” (1973)[9]
- Równiarko- spycharka M-3 (1972-73)[9]
- Kołowa wywrotka NW-10 Mamut-200 (1972-75)[10]
- Dźwig samojezdny Hydros T -351[7]

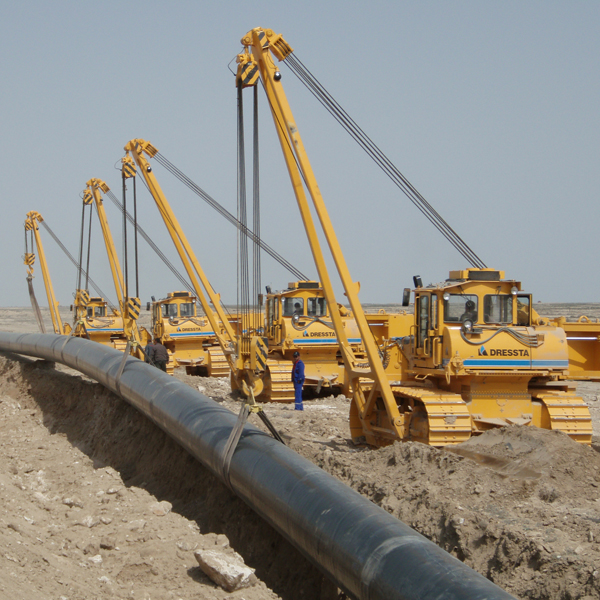
Układarka rur SB-85 o udźwigu 100 ton

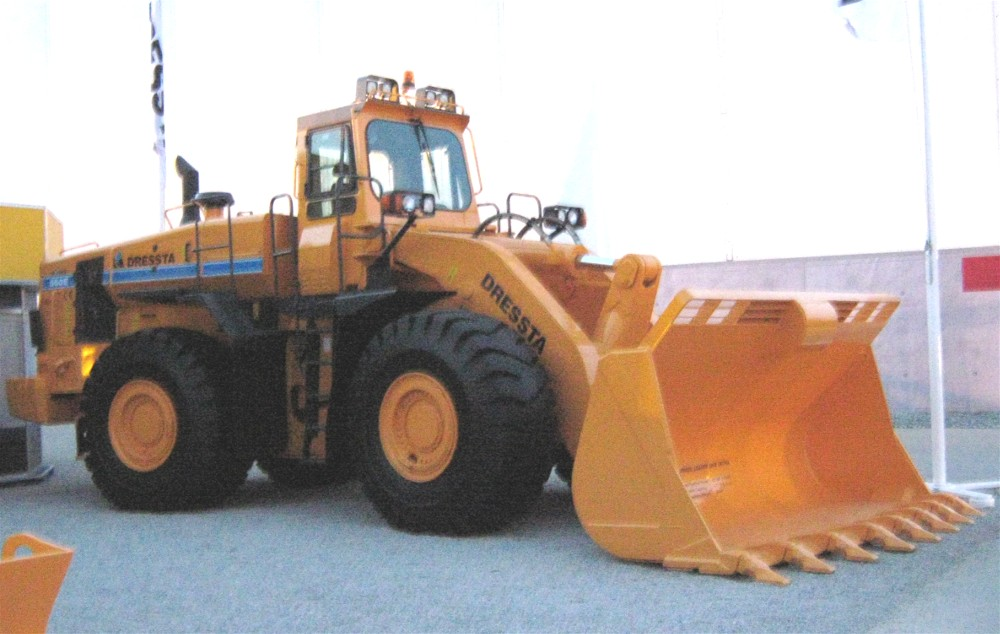
Ładowarka 560

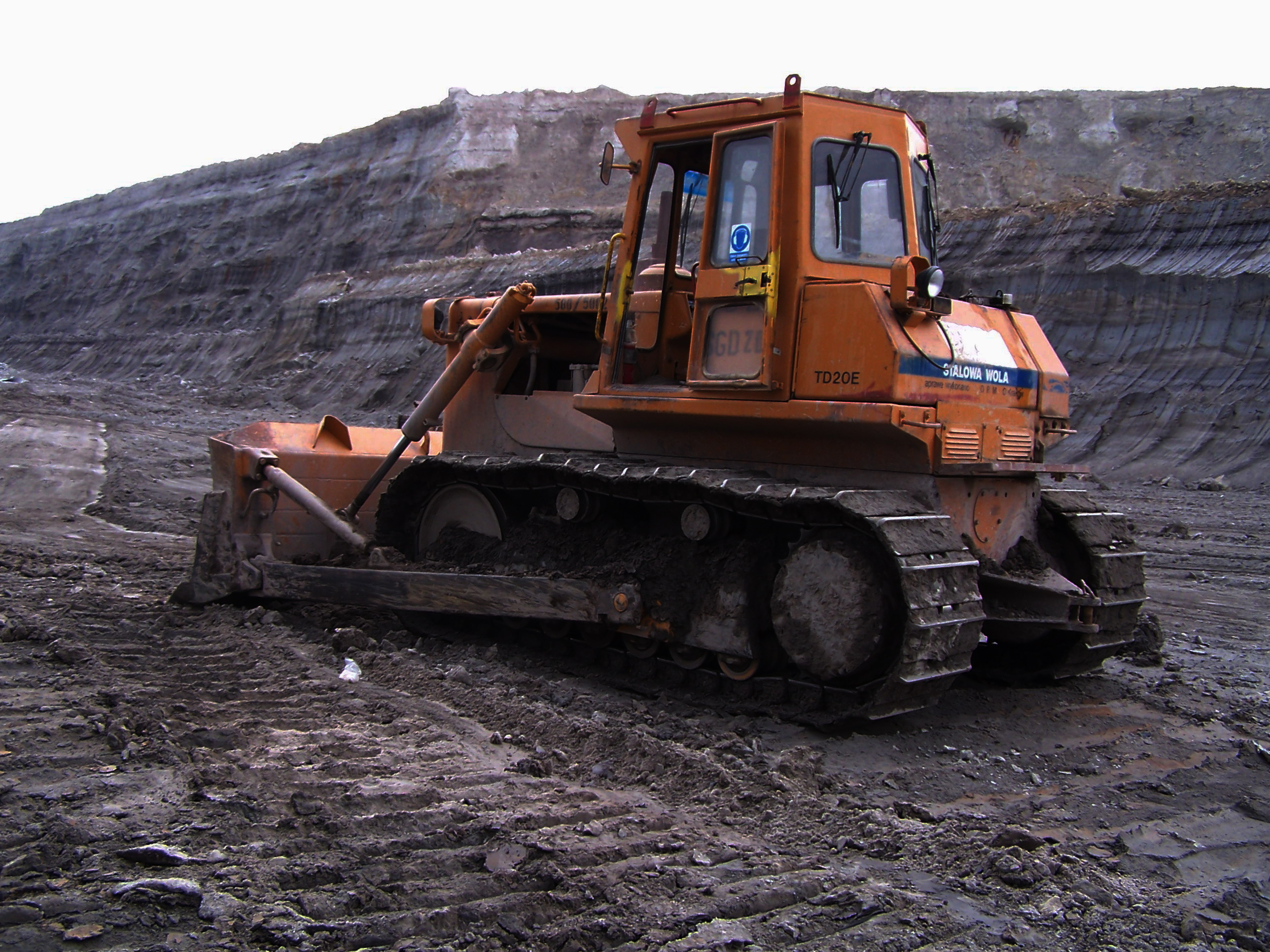
Ciągnik TD-20E

- Spycharka gąsienicowa TD-15C (1973)[9]
- Spycharka TD-8
- Spycharka gąsienicowa TD-20C[9]
- Ładowarka gąsienicowa 175C[9]
- Układacz rur TD-25CS[9]
- Układacz rur SB-85[7]

- Ciągnik TD-25M (1977)[9]
- Ładowarka 560

- Spycharka gąsienicowa TD-40 (1983)[7] (największa maszyna produkcji HSW o wadze 68 ton)
- Zgarniarko-równiarka ZgSH-201[7]
- Betoniarka stacjonarna BWW-252E[7]
- Skrzynia przekładniowa U-35 dla ZSRR[7].
- Wózek akumulatorowy Stal-258[7]
- Furgon elektryczny Stal 158 SA-1
- Wózek elektryczny EK-2
- Samochód Stal – 300

jak również sprzęt wojskowy:
- Samobieżna haubica kalibru 122 mm Goździk,
- Transporter opancerzony MT-LB
- transporter rozpoznania inżynieryjnego TRI Hors,
- wóz pogotowia technicznego WPT Mors II
- opancerzony transporter sanitarny WEM Lotos
- transporter inżynieryjny TRI-D Durian rozwinięcie TRI Hors wyposażony dodatkowo w system likwidacji min,
- transporter minowania narzutowego Kroton
- zestaw przeciwlotniczy Sopel
- wóz dowodzenia obrony przeciwlotniczej Łowcza-3
- Transporter opancerzony Opal.
- Transporter BWO-40 (prototyp)
- Transporter BWP-40 (prototyp)
- Transporter LWB-23 Krak (prototyp)

## Aktualne produkty przedsiębiorstwa
- 155mm Haubica Krab
- Wyrzutnia rakiet WR40 Langusta
- Samobieżny moździerz RAK
- Lekkie Podwozie Gąsienicowe
- Przeciwlotnicza armata automatyczna 35mm KDA dla PZA Loara i zdalnie Sterowany System Przeciwlotniczy ZSSP-35 Hydra
- M98 98 mm moździerz
- 120 mm moździerz ciągniony
- Transporter minowania narzutowego Kroton
- Spycharkoładowarka SŁ-34C[26]
- Koparkoładowarka 9.50M[26]
- ZSSW-30 (bezzałogowy system wieżowy z armatą 30 mm)[27]
- pływający bojowy wóz piechoty Borsuk[28]
- Pojazd Minowania Narzutowego BAOBAB-K[29]
- Artyleryjski kołowy wóz rozpoznawczy[30]
- Artyleryjski wóz dowodzenia na podwoziu kołowym
- Artyleryjski wóz dowodzenia na podwoziu gąsienicowym
- Wóz amunicyjny dla systemu artyleryjskiego Regina
- Gąsienicowy wóz dowódczo-sztabowy
- Wóz remontowy dla systemu artyleryjskiego Rak

## Prace badawcze i rozwojowe
- Autonomiczne Podwozie Gąsienicowe prototyp 2008
- 155 mm haubica na podwoziu kołowym Kryl[31][32]
- System dowodzenia i kierowania ogniem dla modułu dywizjonowego haubic Kryl[31][32]
- Ciężki Bojowy Wóz Piechoty[33]
- Transporter opancerzony Waran[34]
- Transporter opancerzony Heron[35]
- Wóz ewakuacji medycznej (WEM)[36]

## Struktura własnościowa HSW
Kapitał zakładowy Huty Stalowa Wola SA wynosi 324 946 782,75 zł (opłacony w całości) i dzieli się na 68 409 849 akcji o wartości nominalnej 4,75 zł każda (styczeń 2025).

### Akcjonariat
Udziałowcy (styczeń 2025):
- Polska Grupa Zbrojeniowa SA – 86,09%
- Skarb Państwa – 5,63%
- PGE Obrót S.A. – 0,84%
- ORLEN S.A. – 0,66%
- Pozostali drobni akcjonariusze – 6,78%